# تشارلز باركس
تشارلز باركس (بالإنجليزية: Charles Parks)‏ هو نحات أمريكي، ولد في 1922، وتوفي في 2012.